# پرسی گلیسون
پرسی گلیسون (انگلیسی: Percy Gleeson; ۱۸ ژوئیهٔ ۱۹۲۱ – اکتبر ۲۰۱۵ (aged 94)) بازیکن فوتبال اهل بریتانیا بود.
از باشگاه‌هایی که در آن بازی کرده‌است می‌توان به باشگاه فوتبال گیلفورد سیتی و باشگاه فوتبال برنتفورد اشاره کرد.